# 里奧聖地亞哥區
3°59′S 78°07′W / 3.983°S 78.117°W
里奧聖地亞哥區（西班牙語：Distrito de Río Santiago）是秘魯的一個區，位於該國北部亞馬遜大區的孔多爾坎基省，始建於1984年5月18日，面積8,035平方公里，海拔高度200米，2005年人口12,163，人口密度每平方公里1.5人。